# Buick Rendezvous
La Rendezvous è una crossover SUV mid-size prodotto dalla Buick dal 2002 al 2007.

## Caratteristiche
La Rendezvous è stato il primo veicolo con queste caratteristiche prodotto dalla Buick dagli anni venti. Infatti, la Rendezvous era considerata come light truck, e combinava le qualità delle monovolume (grande capacità di carico e sette posti a sedere), le caratteristiche di un veicolo lussuoso e le peculiarità di un SUV (grande carrozzeria e trazione integrale), dato che era offerta con una carrozzeria crossover SUV quattro porte.
La Rendezvous è stata assemblata a Ramos Arizpe, in Messico, dove condivideva le linee produttive con la Pontiac Aztek.
Al posto della consueta trazione integrale, la Rendezvous offriva il Versatrak, cioè un sistema di trazione integrale permanente completamente automatico, che forniva la trazione ottimale anche su fondo nevoso e bagnato, e riusciva ad affrontare percorsi fuoristrada di tipo moderato, ma non era pensato per percorsi fuoristrada di tipo impegnativo.
Come la Pontiac Aztek, la Rendezvous era basata sulla versione a passo corto della seconda generazione del pianale U della General Motors, che era utilizzato per le monovolume del gruppo.
Per realizzare la Rendezvous, la Buick prese la sua berlina di lusso, la Park Avenue, come punto di riferimento per quanto riguardava la maneggevolezza ed il comfort. Per consentire una maneggevolezza di guida, la Rendezvous era dotata di sospensioni posteriori completamente indipendenti, che erano installate a prescindere dagli optional presenti e dal livello di allestimento.
Il quadro strumenti della Rendezvous era illuminato da una luce che aveva un colore paragonabile a quello di una cromatura. Ciò fu fatto per richiamare gli accenti lussuosi del veicolo.
La Rendezvous poteva ospitare sette passeggeri quando era equipaggiata da una terza fila di sedili. Questo equipaggiamento fu un'introduzione della Buick.
Dato che la Rendezvous era stata concepita per essere utilizzata da clienti della classe media con famiglia, il modello era dotato di una consolle centrale con portaoggetti, di una presa per il computer portatile e di alloggiamenti per accogliere una borsetta, un telefono cellulare ed altri oggetti, oltre che un sistema per la distribuzione razionale del carico nel vano bagagli ed un sistema di cuffie stereo per gli occupanti dei posti posteriori.
Se il cliente ordinava l'allestimento CXL, un sistema di controllo computerizzato provvedeva a fornire informazioni sulla temperatura esterna, sull'orientamento grazie ad una bussola e sul livello del carburante. Era anche disponibile, tra le opzioni ed anche sull'allestimento CX, l'head-up display.
Un sistema opzionale monitorava la pressione degli pneumatici ed avvisava il conducente le eventuali anomalie. Questo sistema nacque a seguito dei problemi di bassa pressione degli pneumatici che ebbero, qualche anno prima, degli esemplari di Ford Explorer dotati di pneumatici Firestone.
La Rendezvous aveva il motore montato anteriormente. Era disponibile un solo tipo di cambio, vale a dire il 4T65-E automatico a quattro rapporti.
L'ultimo esemplare di Rendezvous è uscito dalle catene di montaggio il 5 luglio 2007.

## Motorizzazioni
La Rendezvous è stata offerta con i seguenti tipi di motori:
- LA1 V6 da 3,4 L di cilindrata;
- LX9 V6 da 3,5 L;
- LY7 V6 da 3,6 L.

## La sicurezza
L'Insurance Institute for Highway Safety (IIHS) diede alla Rendezvous un giudizio di Acceptable per i crash test frontali per la discreta reazione della struttura all'impatto e per l'insufficiente ritenuta dei manichini utilizzati nel test. Comunque, l'IIHS non realizzò mai per la Rendezvous crash test laterali.

## Le vendite
La Rendezvous ebbe un successo inaspettato. Infatti, la clientela anziana verso cui la vettura era originariamente indirizzata stava man mano calando di numero, mentre stava diffondendosi una nuova tipologia di clientela più giovane, che in assenza della Rendezvous non avrebbe mai acquistato una Buick.
Sicuramente la maggior ragione del successo della Rendezvous fu il prezzo con cui fu messa sul mercato. Infatti, la Rendezvous costava 6.500 dollari in meno della Acura MDX e 8.000 dollari in meno di una Lexus RX300.
La produzione della Rendezvous oltrepassò i 30.000/40.000 esemplari annui previsti dalla General Motors, che controbilanciò però le scarse vendite della contemporanea Pontiac Aztek.